# Montecitorio palota
A Montecitorio palota (olaszul Palazzo Montecitorio) történelmi épület Rómában, az olasz képviselőház üléshelye, ahol a köztársasági elnököket is választják.
A nevét a dombocskáról kapta, amin épült,  a  Mons Citatorius, amely a Római Birodalom idején, a Campus Martius beépülése idejében keletkezett állítólag.
Az épületet Gian Lorenzo Bernini eredetileg a fiatal Ludovico Ludovisi bíboros, XV. Gergely pápa unokaöccse számára tervezte. Mikor azonban a pápa 1623-ban meghalt, az építkezés leállt. Csak XII. Ince pápa (Antonio Pignatelli) idejében (1691–1700) folytatták, Carlo Fontana építész tervei alapján. Fontana módosította Bernini eredeti tervét. hozzáadva egy harangtornyot a bejárat felett. Ince elődeitől eltérően antinepotista politikát folytatott; így az épületet közcélokra használták, ahelyett, hogy egy rokon kapta volna.

## Galéria

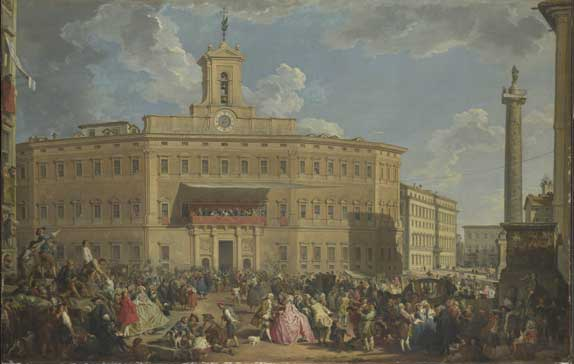
A Montecitorio Panini. Giovanni Paolo Pannini alkotása, c. 1747
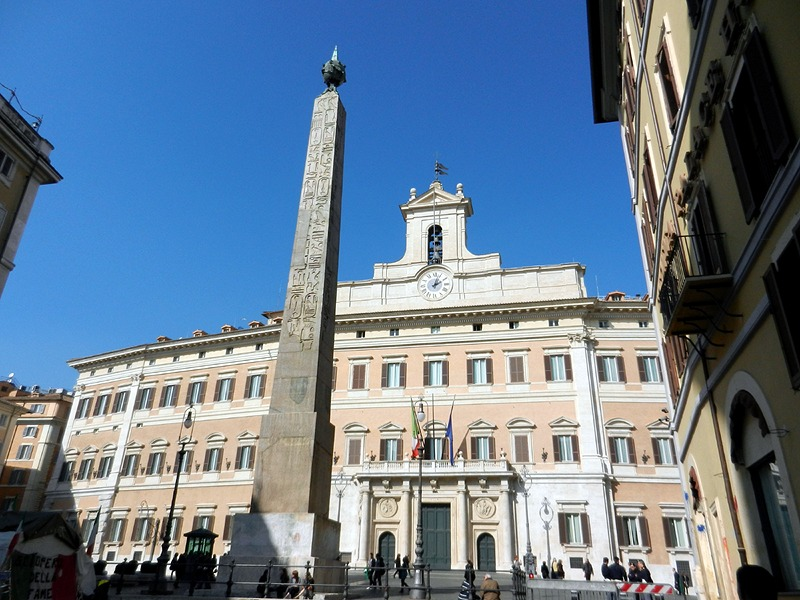
A tér az obeliszkkel
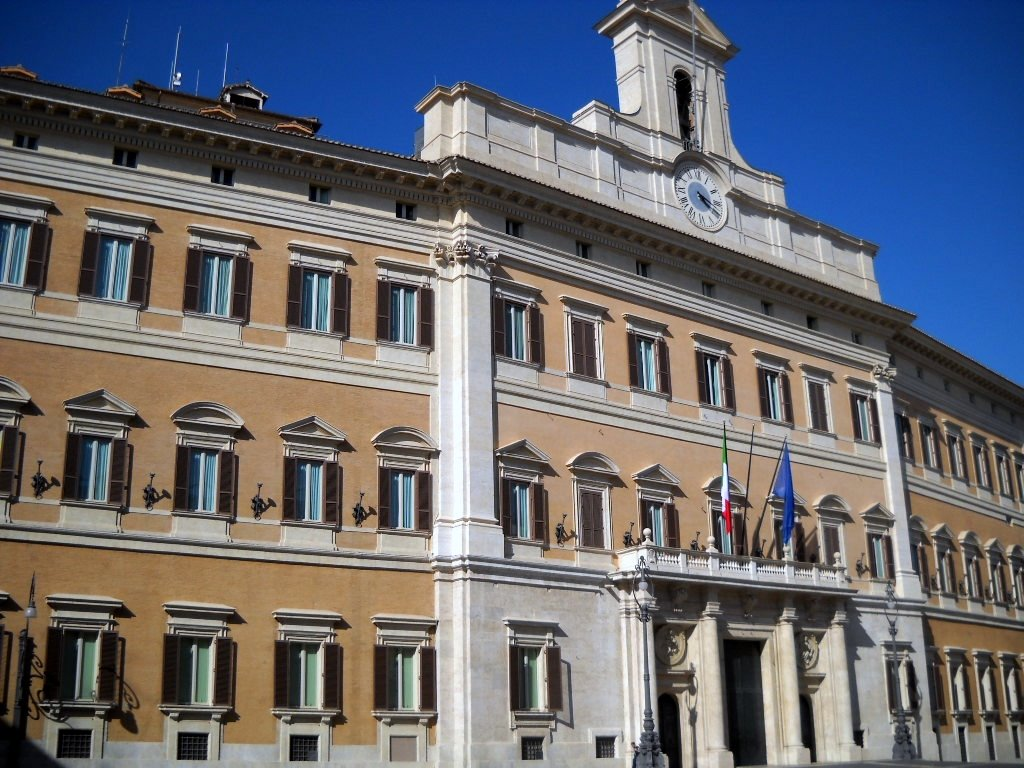
Az első homlokzat
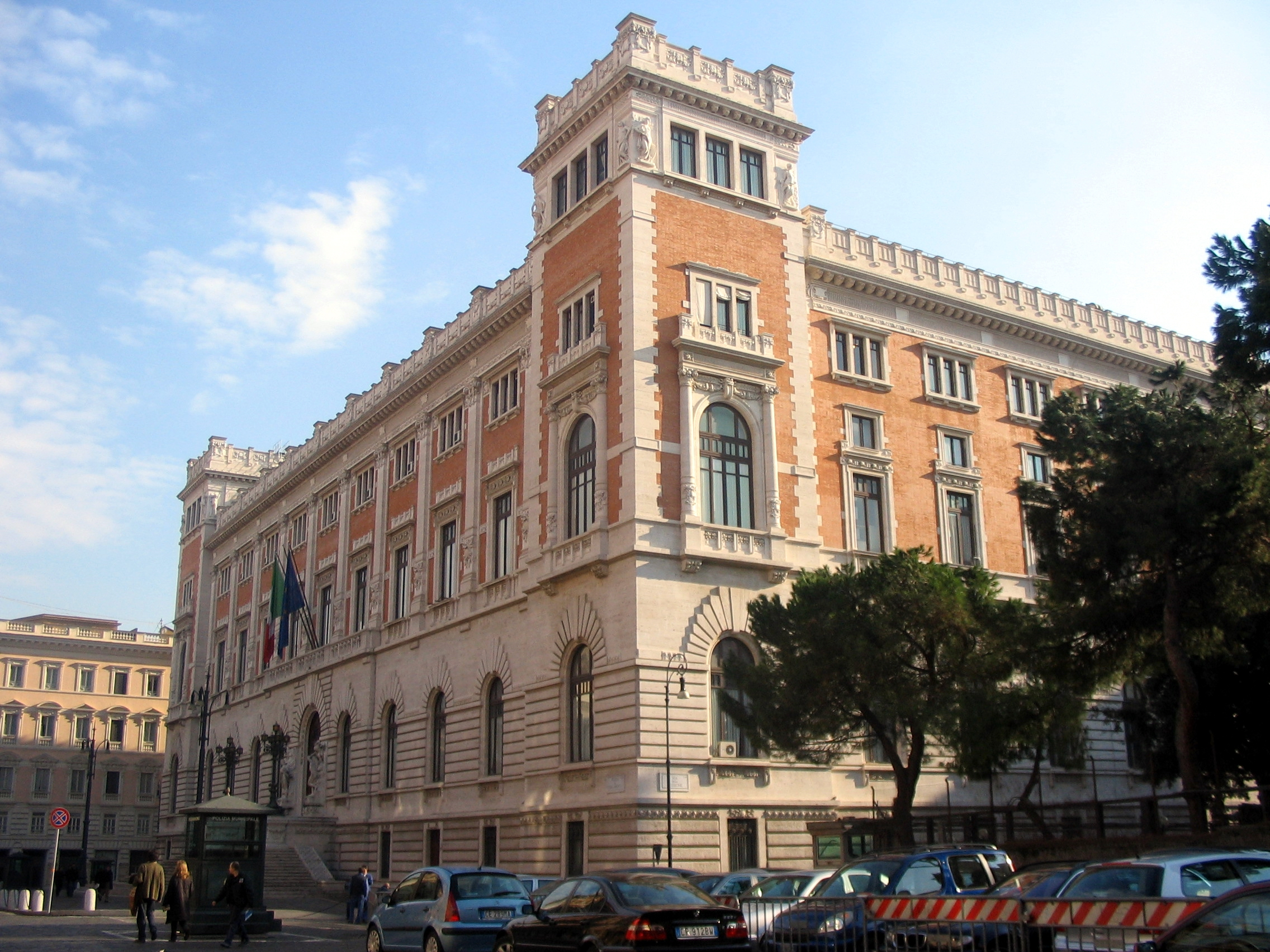
A hátsó homlokzat
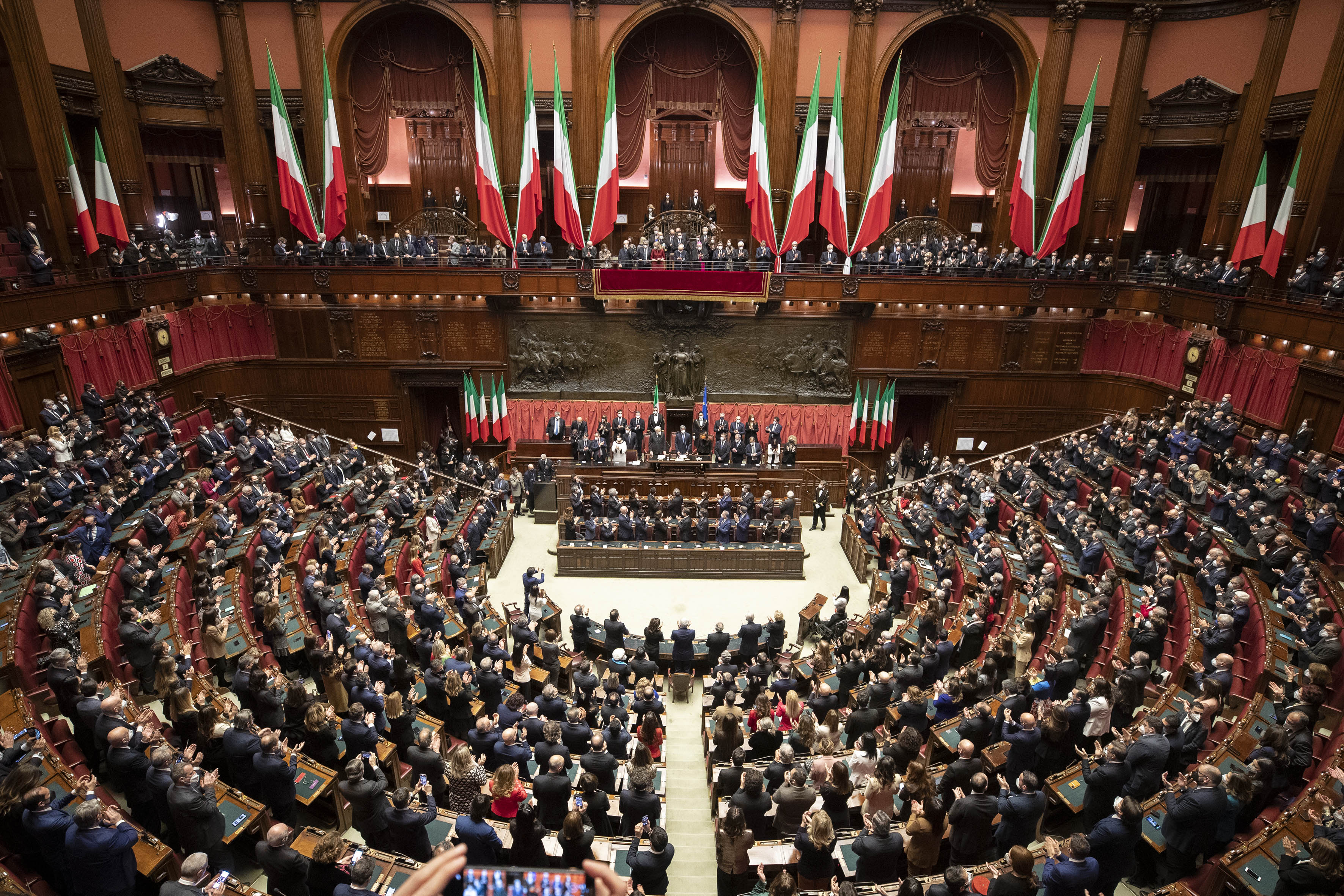
A képviselőház ülésterme. Ernesto Basile tervezte (1902-1918)

## Külső hivatkozások
- Virtuális túra Archiválva 2018. július 11-i dátummal a Wayback Machine-ben
- Rövid története (angolul)
- 360 fokos kép, az obeliszkkel.

## Fordítás
Ez a szócikk részben vagy egészben  a   Palazzo Montecitorio című angol Wikipédia-szócikk ezen változatának fordításán alapul.  Az eredeti cikk szerkesztőit annak laptörténete sorolja fel. Ez a jelzés csupán a megfogalmazás eredetét és a szerzői jogokat jelzi, nem szolgál a cikkben szereplő információk forrásmegjelöléseként.